# Alfa Romeo Stelvio
Alfa Romeo Stelvio (Тип 949) — компактний кросовер, що виготовляється компанією Alfa Romeo з кінця 2016 року.

## Опис

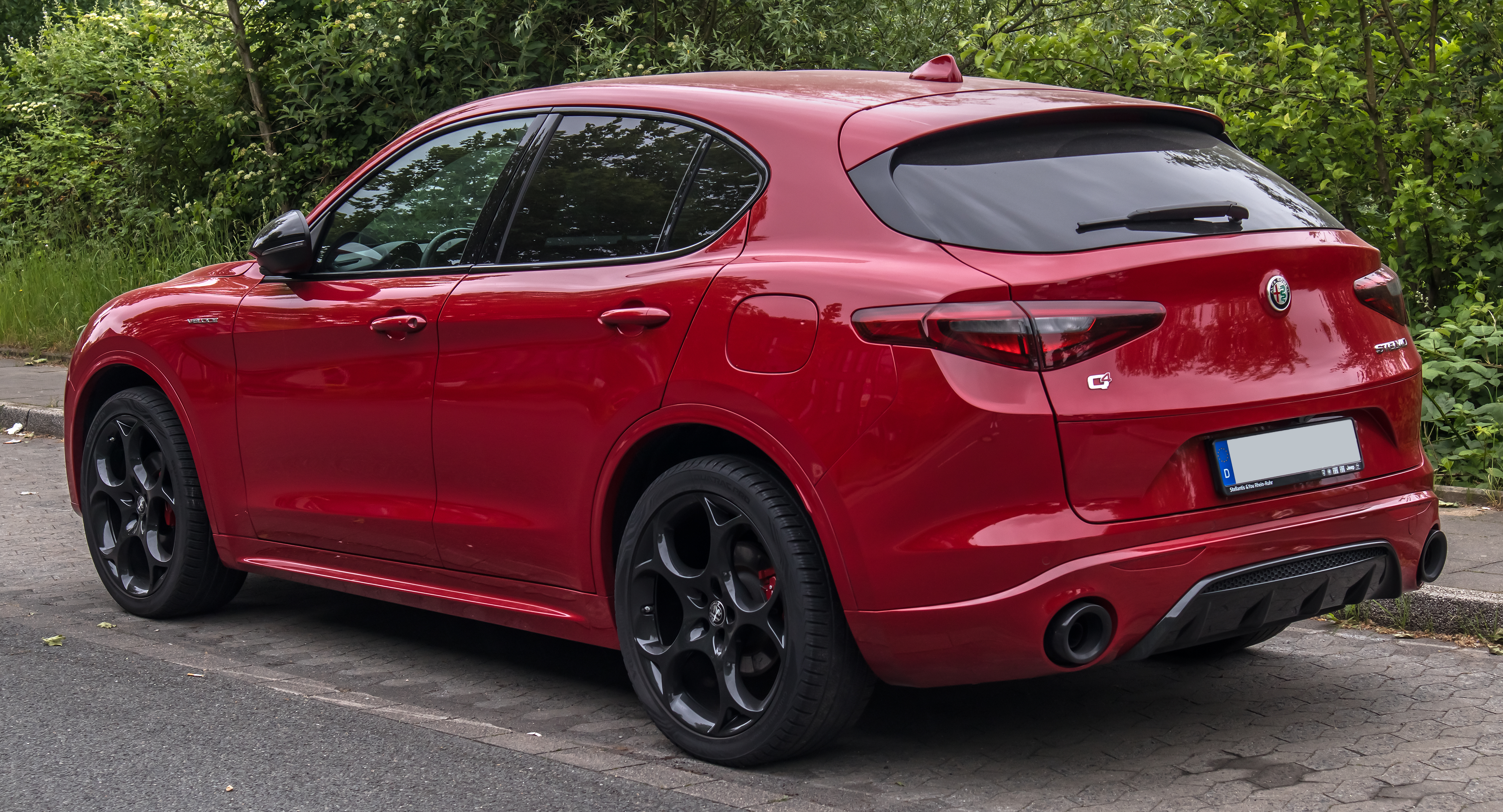
Alfa Romeo Stelvio (2017-2023)

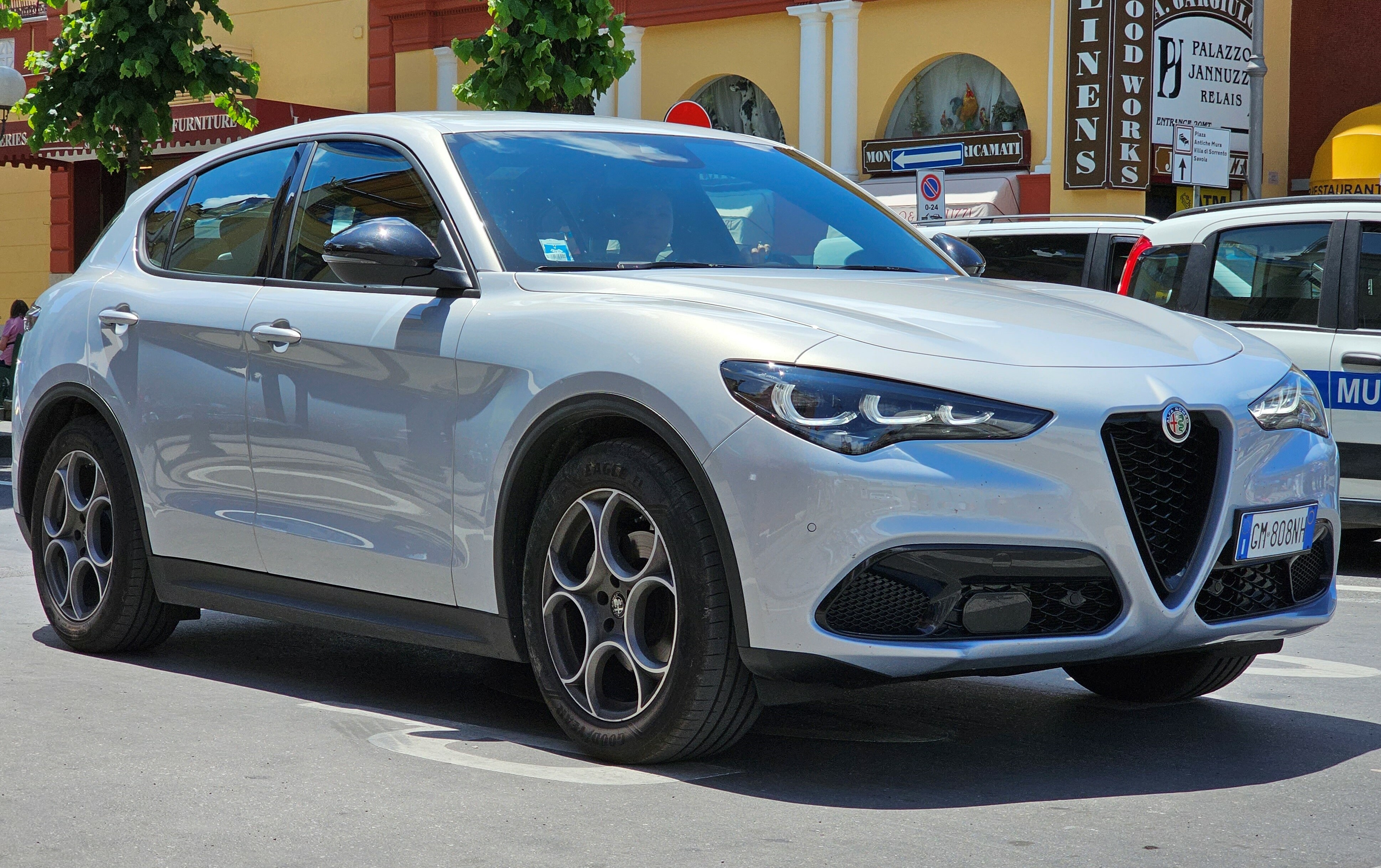
Alfa Romeo Stelvio (з 2023)

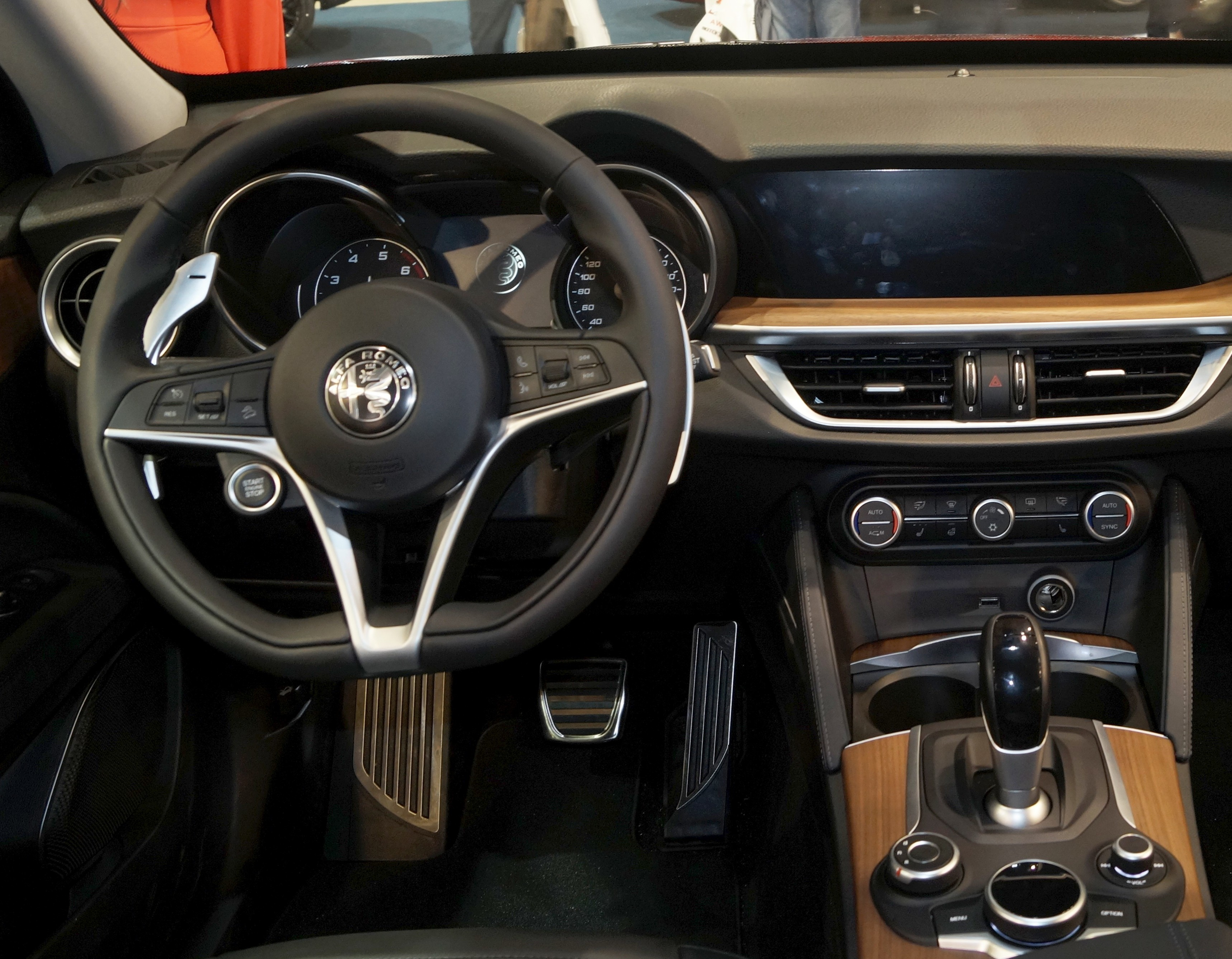
салон

Автомобіль дебютував на автосалоні в Лос-Анджелес 16 листопада 2016 року, а в продаж надійшов на початку 2017 року.
В процесі розробки носив ім'я C-SUV — що фактично означає Compact Sport Utility Vehicle — компактний автомобіль спортивно-господарського призначення.
Назва Stelvio походить від найвищого гірського перевалу в Італії. Конкурентами Stelvio є Porsche Macan, Jaguar F-Pace, Audi Q5 і BMW X3.
Автомобіль збудовано на платформі Giorgio разом з седаном Giulia та представлений в виконаннях з заднім і повним приводом Q4. Вона складається з роздатки з електронним багатодисковим зчепленням, яка в нормальних умовах відправляє на задню вісь 100 % тяги. Але до 50 % моменту може бути перекинуто вперед, причому завчасно. Електроніка визначає швидку втрату зчеплення ведучих коліс з дорогою за показаннями ряду датчиків (поздовжні і поперечні прискорення, положення керма і так далі).
За зміну характеру шасі відповідає система Alfa DNA. Гра слів: це і «ДНК Альфи», і три режими Dynamic, Natural і Advanced Efficiency.
Stelvio з базовим двигуном і заднім приводом витрачає 10,7 л на 100 км в умовах міста і 8,1 літра на 100 км на трасі (8,4 літра з повним приводом). Ці цифри є нормою серед розкішних компактних позашляховиків.
Дизайнери Alfa Romeo додали нові кольори кузова для Stelvio 2021 модельного року. Тепер кросовер можна придбати в кольорах Rosso Villa d'Este, Ocra GT Junior, Verde Montreal або Rosso GTA. 

### Alfa Romeo Stelvio Quadrifoglio

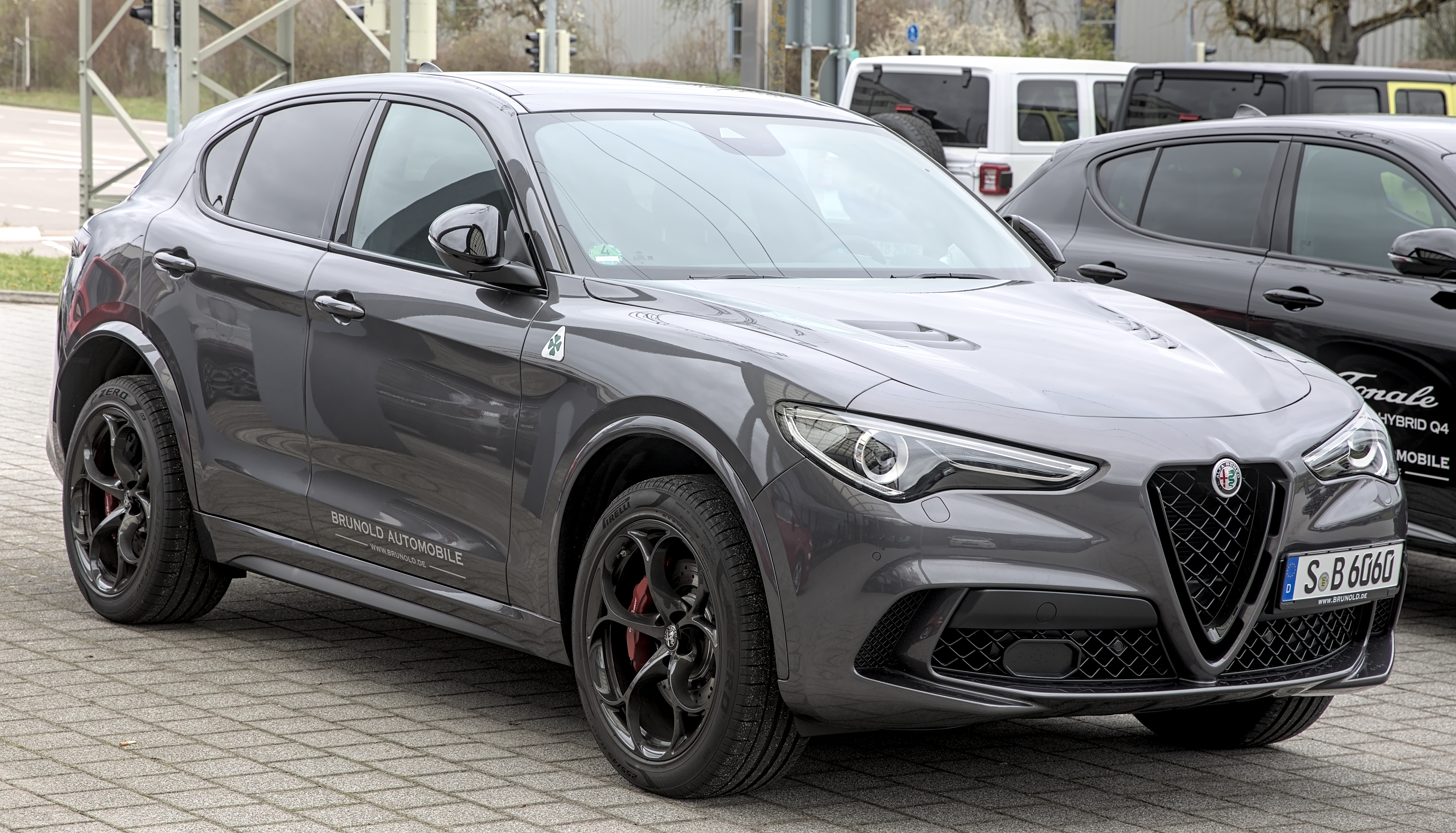
Alfa Romeo Stelvio Quadrifoglio Verde

Крім звичайних моделей існує ще спортивна версія Alfa Romeo Stelvio Quadrifoglio Verde, яка агрегатується бензиновим алюмінієвим 2,9 л Alfa Romeo 690T 3.0 V6 twin-turbo виробництва Alfa Romeo, що розроблений на основі двигуна 3.9 л F154 BB V8 (від Ferrari California Т) і він має такий ж діаметр циліндра та хід поршня 86,5×82.0 мм та розвиває потужність 510 к.с. при 6500 об/хв, 600 Нм та 8-ст. АКПП. Автомобіль розганяється від 0 до 100 км/год за 3,9 с і досягає максимальної швидкості 285 км/год.
На версії Quadrifoglio Verde є система векторизації тяги: пара зчеплень на задніх півосях, які по команді електроніки змінюють розподіл тяги між бортами.
На варіанті Quadrifoglio система Alfa DNA має ще четвертий режим Race. Крім того, модель отримала систему Alfa Chassis Domain Control, яка об'єднує в собі управління і комплексом Alfa DNA, і адаптивною підвіскою, і системою стабілізації, і повним приводом, і пристроєм Alfa Torque Vectoring.
В кінці вересня 2017 року Alfa Romeo Stelvio Quadrifoglio встановив рекорд серед кросоверів проїхавши коло на треку Нюрбургринг за 7:51.7.
Quadrifoglio Verde витрачає — 13,8 л на 100 км в місті і 10,2 л на 100 км на трасі.

## Двигуни

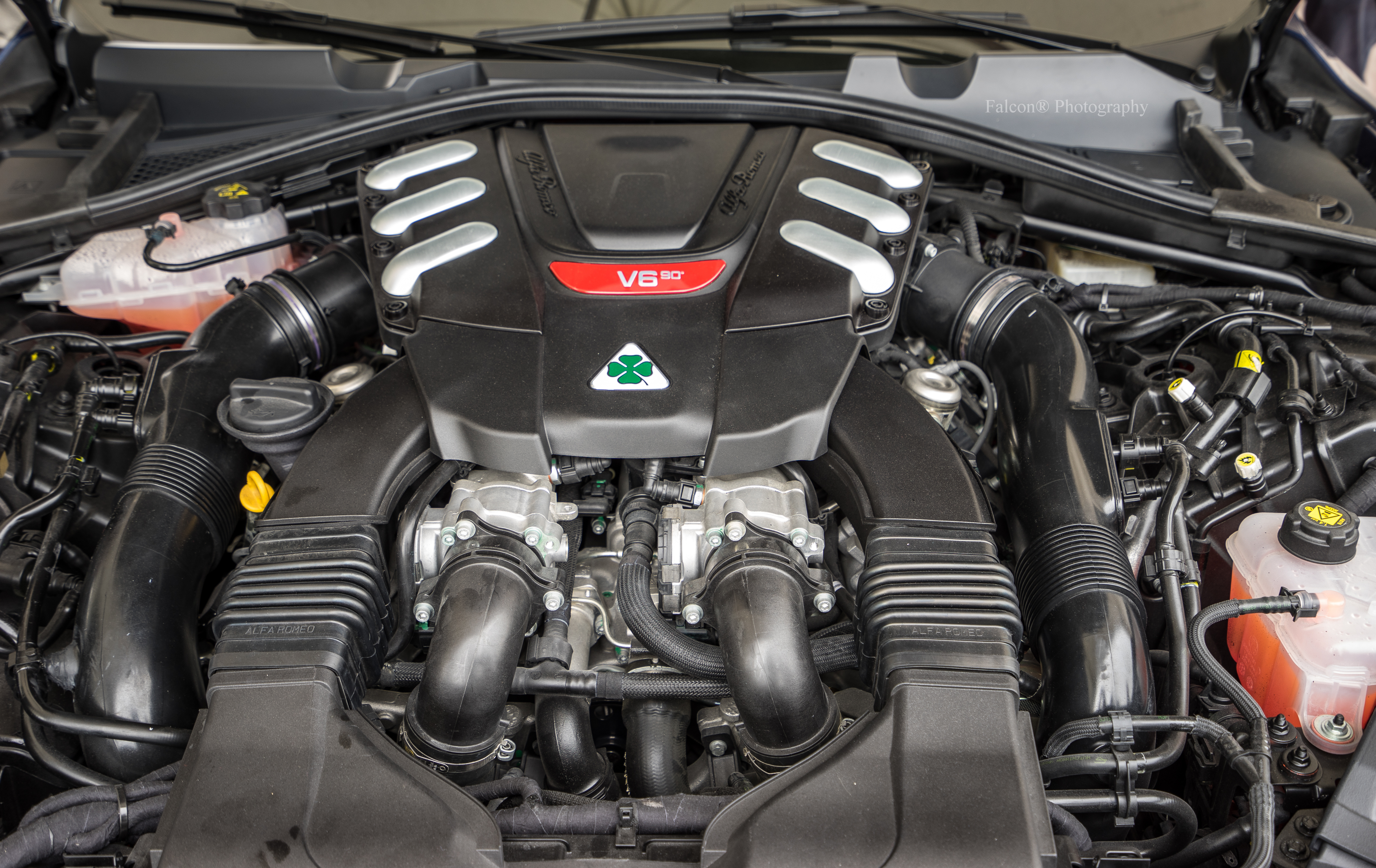
Двигун 2.9 л V6 Quadrifoglio twin turbo

| Двигун             | Об'єм [см³] | Тип двигуна | Діаметр циліндра хід поршня [мм] | Ступінь стиску | Потужність [к.с.] при об/хв | Крутний момент [Нм] при об/хв | Розгін 0-100 км/год [с] | Максимальна швидкість [км/год] |            |
| Бензинові:         | Бензинові:  | Бензинові:  | Бензинові:                       | Бензинові:     | Бензинові:                  | Бензинові:                    | Бензинові:              | Бензинові:                     | Бензинові: |
| ------------------ | ----------- | ----------- | -------------------------------- | -------------- | --------------------------- | ----------------------------- | ----------------------- | ------------------------------ | ---------- |
| 2.0 MultiAir Turbo | 1995        | І4          | 84x90                            | b.d.           | 200 (147)/5000              | 330/1750                      | 7,2                     | 215                            |            |
| 2.0 MultiAir Turbo | 1995        | І4          | 84x90                            | 10,0:1         | 280 (206)/5250              | 400/2250                      | 5,7                     | 230                            |            |
| V6 2.9 TwinTurbo   | 2891        | V6          | 86,5x82                          | 9,3:1          | 510 (375)/6500              | 600/2500-5500                 | 3.8                     | 283                            |            |
| Дизельні:          |             |             |                                  |                |                             |                               |                         |                                |            |
| 2.2 MultiJet II    | 2143        | І4          | 83x99                            | b.d.           | 150 (110)/4000              | 380/1500 automat: 450/1750    | 8,8                     | 198                            |            |
| 2.2 MultiJet II    | 2143        | І4          | 83x99                            | b.d.           | 180 (132)/3750              | 380/1750 automat: 450/1750    | 7,6                     | 210                            |            |
| 2.2 MultiJet II    | 2143        | І4          | 83x99                            | 15,5:1         | 210 (154)/3750              | 470/1750                      | 6,6                     | 215                            |            |

## Продажі
| рік  | США    | Європа |
| ---- | ------ | ------ |
| 2017 | 2,721  | 17,159 |
| 2018 | 12,043 | 30,099 |
| 2019 | 9,444  | 26,866 |
| 2020 | 10,284 | 17,438 |
| 2021 | 10,539 | 16,650 |